# منتخب الاتحاد السوفيتي لاتحاد الرغبي
منتخب الاتحاد السوفيتي الوطني لاتحاد الرغبي هو ممثل الاتحاد السوفيتي الرسمي في المنافسات الدولية في اتحاد الرغبي .